# Montquintin
Montquintin is een klein dorp in het zuiden van de Belgische provincie Luxemburg. Het ligt in Dampicourt, een deelgemeente van Rouvroy.
Het dorp ligt op een heuvel van 330 meter hoogte en kijkt uit over de omgeving van Virton, het dal van de Ton, en de cellulosefabriek van Harnoncourt.

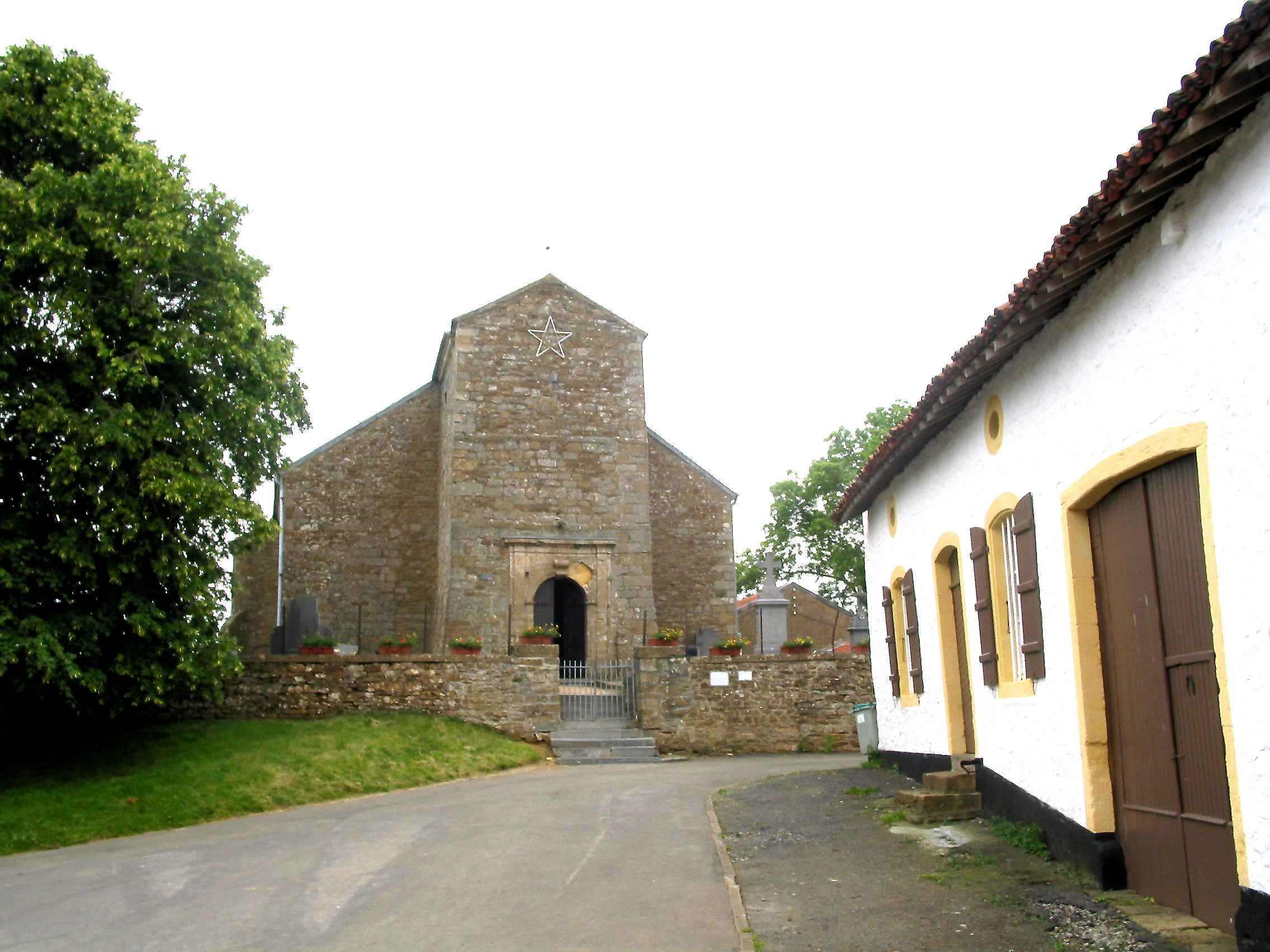
Église Saint-Quentin

## Geschiedenis
Op het eind van het ancien régime werd Montquintin een gemeente. In 1823 werden bij grote gemeentelijke herindelingen in Luxemburg veel kleine gemeente samengevoegd en de gemeente Montquintin werd bij Dampicourt gevoegd.

## Bezienswaardigheden
- Montquintin is hoofdzakelijke bekend vanwege de Burchtruïne van Montquintin, de ruïne van het kasteel uit de Middeleeuwen. Dit kasteel was vanaf 1760 de woonplaats van Johannes Nicolaus von Hontheim, een controversiële bisschop die onder het pseudoniem Justinus Febronius bekend was. Het kasteel werd in 1869 door een brand verwoest.
- De Église Saint-Quentin
- Bij de kerk staat een oude boerderij uit de 18de eeuw waar het Musée de la vie paysanne is gevestigd, waar het leven in de Gaume-streek wordt tentoongesteld.

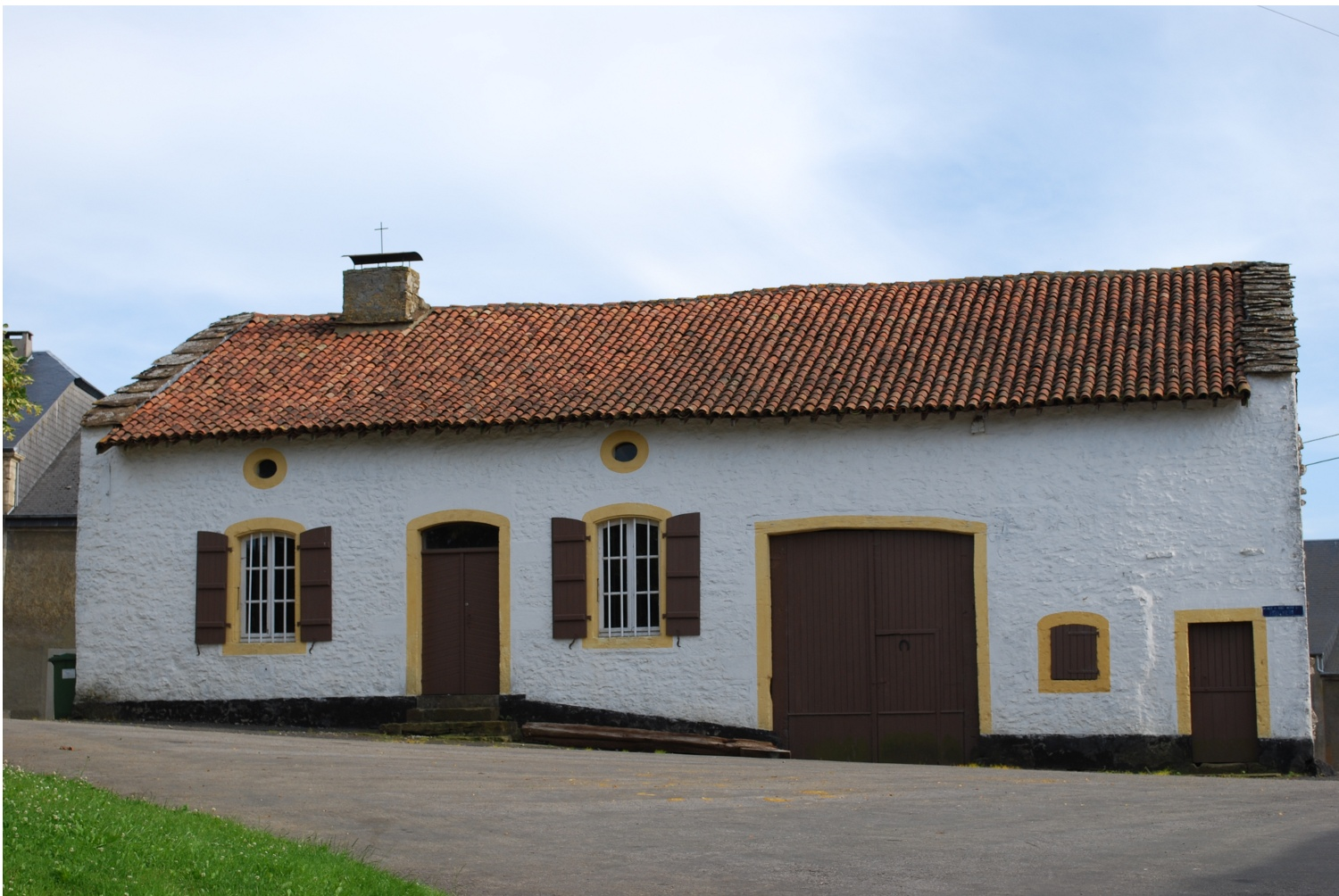
Ferme de la dîme